# Eemvallei

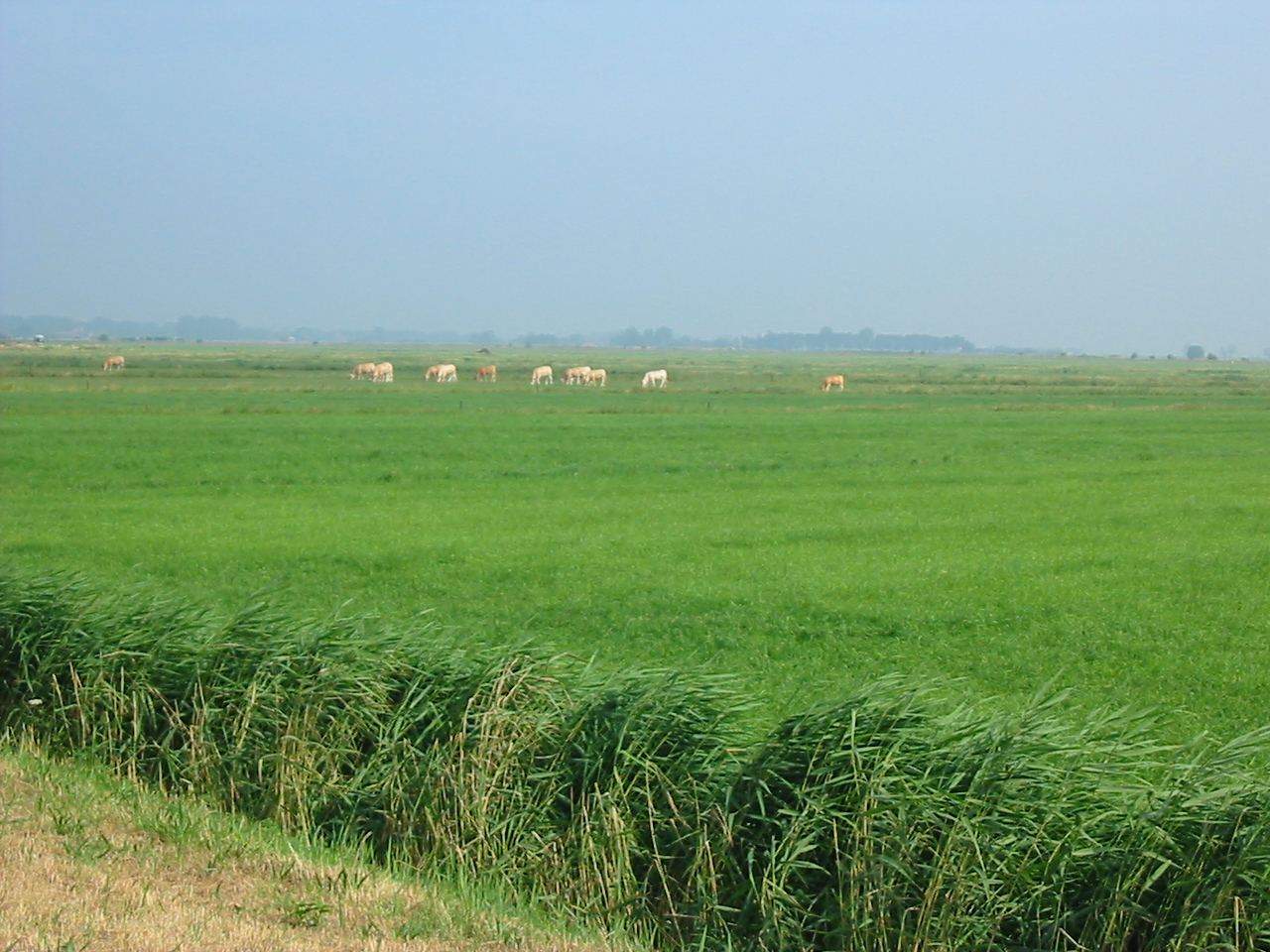
Uitzicht in de Eemvallei

De Eemvallei bestaat uit de laag gelegen buitengebieden van de gemeenten Amersfoort, Baarn, Bunschoten-Spakenburg, Eemnes en Soest. Het brede gebied ligt aan weerszijden van het riviertje de Eem en maakt deel uit van het Nationale Landschap Arkemheen-Eemland. Het vormt het westelijke deel van de Gelderse Vallei.
Het gebied thans bestaande uit weide- en natuurgebied ontstond in het Pleistoceen en heeft een zeer open landschappelijk karakter. Het neemt botanisch en ornithologisch een bijzonder belangrijke plaats in, maar is tevens rijk aan natuur- en cultuurhistorische waarden.
In het noordelijk gedeelte wordt het beeld bepaald door uitgestrekte graslanden op vlakke veengronden met veel slootjes tussen lange smalle kavels. De horizon wordt gevormd door dijken en het open oppervlaktewater van het Eemmeer. Het zuidelijk op zandgrond gelegen deel is minder weids.
Een levendig element in de Eemvallei is de Eem, waarvan de uiterwaarden met net over de zomerdijken de zogeheten wielen die door dijkdoorbraken zijn ontstaan, fraaie landschapselementen vormen.